# Voyage en cargo

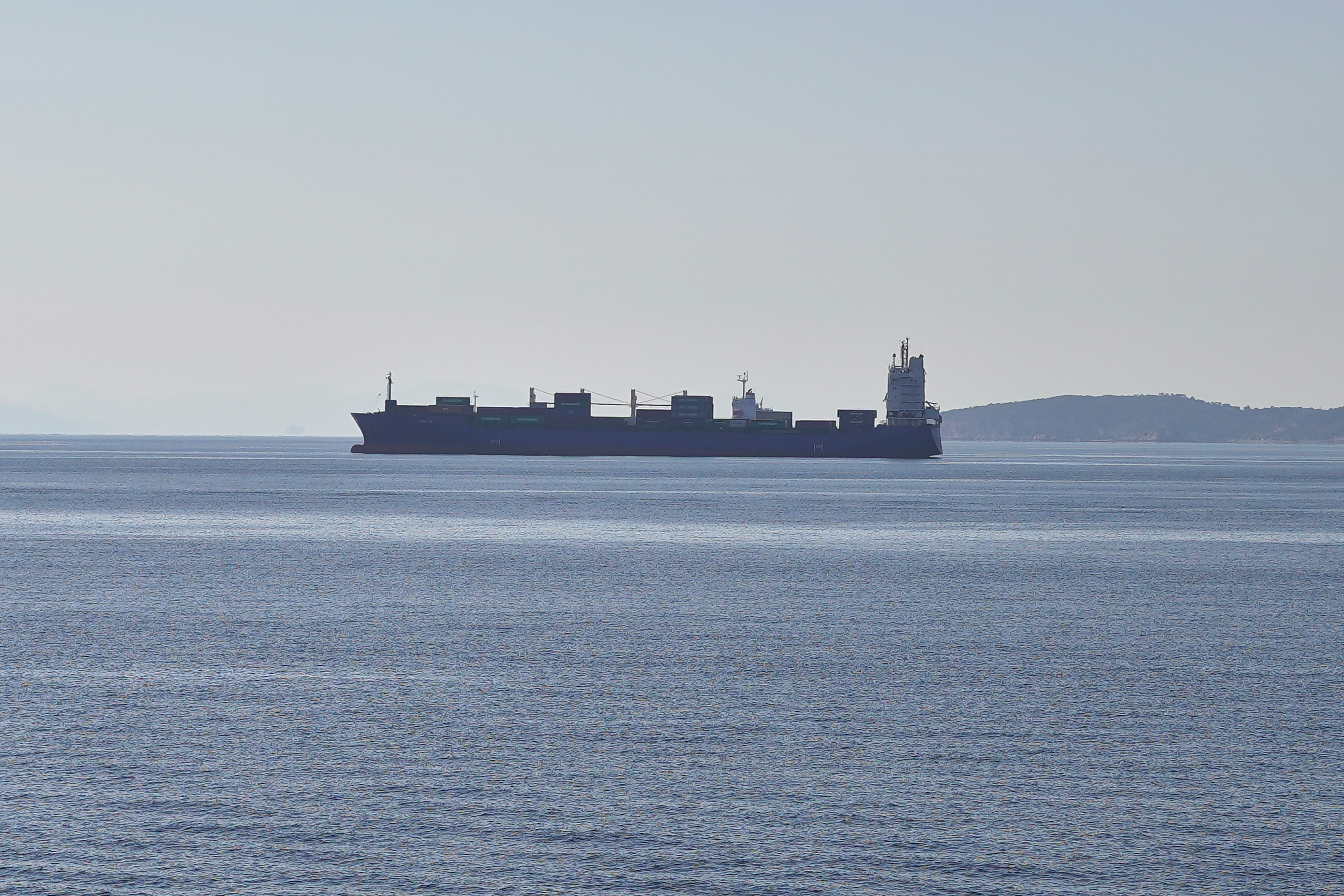
Un cargo dans le Golfe Saronique le 9 février 2020.

Le voyage sur un  navire de charge, Freighter Cruise en anglais, est une chose possible. Ce type de voyage n'est pas une croisière, car les horaires, comme l'itinéraire, peuvent fluctuer d'un jour à l'autre en fonction de la météo, des opérations à quai ou des formalités portuaires ou autres impératifs liés à l'exploitation d'un cargo. Les cargos qui proposent ces facilités sont généralement des navires de ligne, souvent des porte-conteneurs aujourd'hui. Les bananiers ont été réputés pour ce service, car ce sont des navires rapides, mais les grumiers à destination de l'Afrique embarquaient également des passagers.
Les places sont limitées ; au dessus de 12 passagers, le navire se voit automatiquement vis-à-vis de la règlementation devenir un navire à passagers, les références de règlementation étant différentes.

## Coût
Environ 130 €/jour.